# Distrito de Gros-de-Vaud
O Distrito de Gros-de-Vaud tem como capital Échallens e é um dos dez dix distritos do cantão de Vaud.

## Imagens

Bandeira do Cantão de Vaud
Armas de Échallens, a capital do distrito
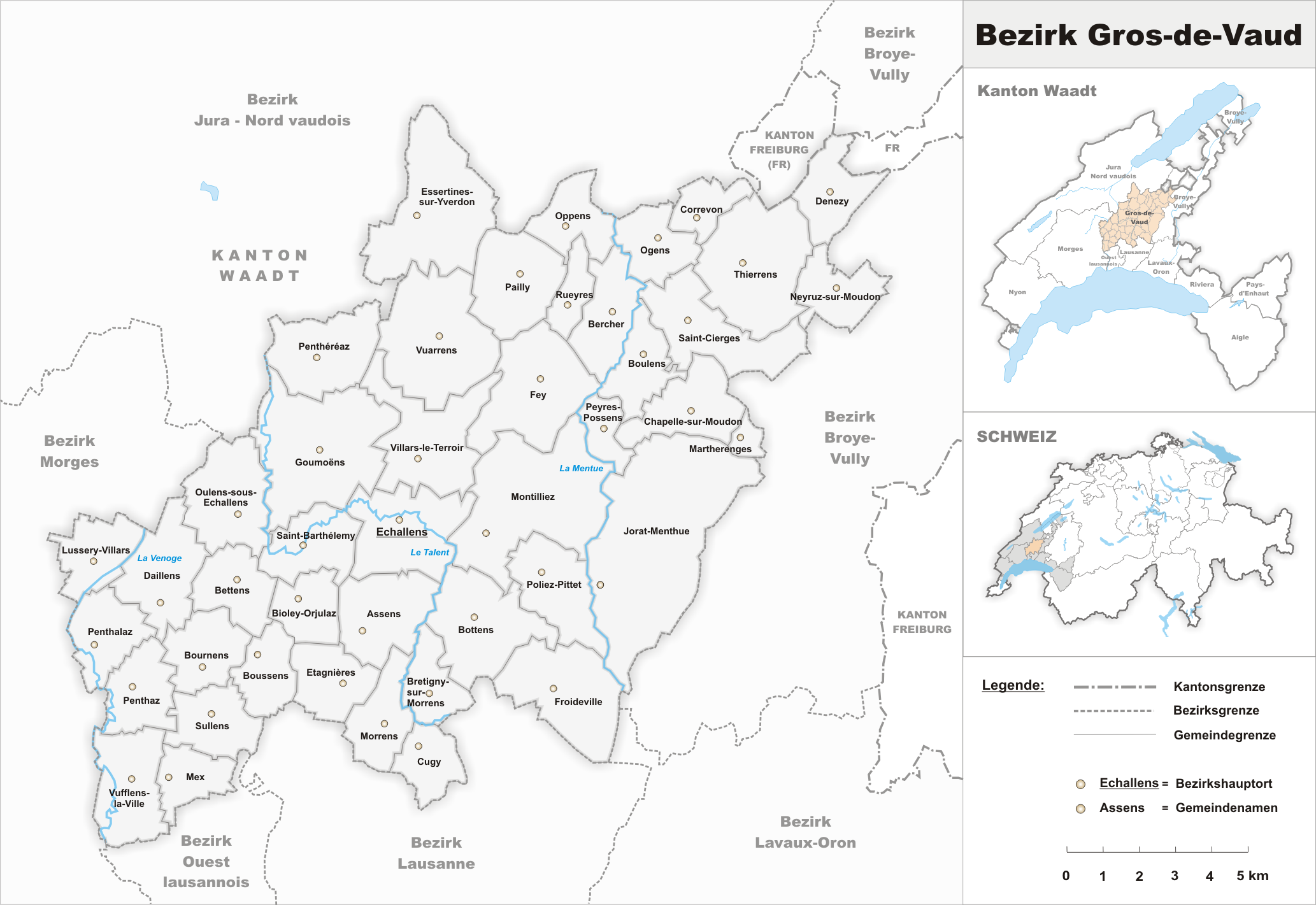
Distrito de Gros-de-Vaud

## Comunas
O Distrito de Gros-de-Vaud é composto das X seguintes comunas: